# Střední průmyslová škola a Vyšší odborná škola Kladno
Střední průmyslová škola a Vyšší odborná škola, Kladno (někdy nepřesně označovaná i jako SPŠ strojní Kladno, SPŠ a VOŠ, SPŠ Jana Palacha apod.) je střední škola, poskytující úplné střední odborné vzdělání zakončené maturitou v čtyřletém denním a pětiletém kombinovaném studiu.
Zároveň v rámci jedné organizace působí i Vyšší odborná škola (VOŠ) zajišťující výuku tříletého oboru ukončeného absolutoriem a titulem DiS. (píše se za jméno). Škola sídlí v rozsáhlém areálu v centru města Kladna zahrnujícím hlavní historickou budovu (postavenou dle projektu Jaroslava Rösslera v letech 1914 až 1916), původní vilu ředitele, nové a staré dílny a tělocvičnu BIOS.

## Historie
Škola byla první odborná škola ve městě, založena v roce 1881 jako Všeobecná škola pokračovací. V roce 1914 se škola mění na Státní průmyslovou školu zaměřenou na strojírenství a o dva roky později se stěhuje do nové budovy, ve které sídlí dodnes.
V poválečném období byly hlavními obory strojírenské, geologické a elektrotechnické obory. Následně rozšířeny i o automatizaci a strojírenskou administrativu. Z oboru automatizačního se následně vyčleňuje zvláštní obor elektronických počítačů. Po ukončení těžby uhlí na Kladensku zaniká v roce 1999 obor Užitá geologie a následně v roce 2001 i Strojírensko-technická administrativa. V závislosti na požadavcích trhu práce, regionálních zaměstnavatelů a zřizovatele je doplněn i nový obor Informační technologie-aplikace osobních počítačů, následně obor Strojírenství upraven na Strojírenství s počítačovou podporou.

## Vyučované obory
Ve školním roce 2021/2022 nabízí SPŠ Kladno studium těchto oborů (stejné obory vyhlášeny i pro školní rok 2022/2023):
- Strojírenství (prezenční i kombinovaná forma)
- Elektrotechnika (od 3. ročníku se dělí specializace)
  - Silnoproudé zaměření
  - Automatizační zaměření
- Elektronické počítačové systémy
- Informační technologie – aplikace osobních počítačů

Ve školním roce 2021/2022 nabízí VOŠ Kladno studium tohoto oboru:
- Strojírenství (denní i dálková forma)

## Pedagogové
- Ing. František Kácl – předlistopadový ředitel školy, profesor geologie (přístavba školy, laboratoře, počítačová učebna)
- RNDr. Josef Kavka CSc. (1922–2019) – geolog a esperantista, pedagog, mykolog a botanik (na SPŠ laboratoře geologie, sbírka hornin a minerálů)
- a další

## Významní studenti
- Petr Bendl